# NGC 6250
NGC 6250 هي مجرة تتبع كوكبة المجمرة. اكتشفها جون هيرشل في 1 يوليو 1834.

## روابط خارجية
- NGC 6250 على موقع ويكي سكاي: DSS2, SDSS, GALEX, IRAS, Hydrogen α, X-Ray, Astrophoto, Sky Map, Articles and images